# Qamar
Qamar er en dansk dokumentarfilm fra 2014 instrueret af Ida Marie Gedbjerg Sørensen efter eget manuskript.

## Handling
Den irakiske transseksuelle mand, Qamar, drømmer om at blive til kvinde i Danmark. Under det irakiske styre gav Saddam Hussein hende personligt løfte om et kønsskifte, men Irakkrigen satte en stopper for hendes drøm. Qamar flygtede fra sit hjemland i håb om at fuldende sin rejse i Danmark, men hun løber panden mod muren i det danske sundhedsvæsen. Bureaukrati hensætter Qamar i en ventetilstand, og chikaner fra fremmede mænd og naboer sender Qamar ud på en længere psykisk deroute. Ida, instruktøren, begynder at frygte for Qamars liv og hun hvirvles selv ind i sin egen dokumentar.